# Willy Brüderlin
Willy Brüderlin, švicarski veslač, * 20. oktober 1894, † ?.
Brüderlin je za Švico nastopil na Poletnih olimpijskih igrah 1920 v Antwerpnu, kjer je kot član švicarskega četverca s krmarjem osvojil zlato medaljo. Osmerec, v katerem je tudi nastopil, pa je bil izločen v prvi kvalifikacijski tekmi.